# Hydropsyche valanis
Hydropsyche valanis là một loài Trichoptera trong họ Hydropsychidae. Chúng phân bố ở miền Tân bắc.